# نادي آراو
نادي آراو هو نادي كرة القدم سويسري، ومقره في مدينة أراو. يلعب في دوري التحدي السويسري بعد هبوطه من دوري السوبر السويسري الذي كان قد صعد إليه بعد موسم 2012-13. ملعب النادي هو Stadion Brügglifeld الذي يسع قرابة 9 آلاف متفرج.

## وصلات خارجية
- الموقع الرسمي للنادي (بالألمانية)

- FC Aarau Unofficial Forum (بالألمانية)

- Szene Aarau (بالألمانية)

- FC Aarau Ladies Team (بالألمانية)

- Soccerway profile
- Just Cant Beat That profile (بالإنجليزية)